# Jamba (Cuando Cubango)
Jamba és una vila d'Angola, situada a la província sud-oriental de Cuando Cubango, just al nord de la frontera entre Angola i Namíbia al llarg de la franja de Caprivi.
La vila és coneguda com l'antiga seu militar d'UNITA, un moviment rebel recolzat per Sud-àfrica i els Estats Units que va lliurar una guerra civil contra el govern del MPLA, que tenia el suport soviètic, durant la Guerra Freda.
El nom Jamba significa elefant en umbundu, una llengua parlada al sud d'Angola.

## Caserna general d'UNITA
Jamba va servir com a seu d'UNITA des de 1976 fins a 1992. La seu en si era un campament militar elaborat, amb capacitats radar i sofisticat armament antiaeri que protegiren la seu llarg de 16 anys de guerra. UNITA també va mantenir una gran pista d'aterratge militar a Jamba.
L'autor Paul Hare descriu Jamba com "un campament guerriller ben organitzat, curosament planejat i camuflat per protegir-se contra els atacs aeris". El 24 de desembre de 1999, Jamba va ser capturada per les Forces Armades Angoleses.
UNITA era liderada per Jonas Savimbi, un líder polític i militar carismàtic considerat una de les figures més importants en la història d'Angola. Savimbi va forjar relacions amb els Estats Units i en última instància es va convertir en un factor important per a Occident durant la Guerra Freda.
Els crítics de Savimbi al·leguen que la seva campanya militar va ser molt costosa i destructiva per l'Angola moderna i que, durant la guerra civil, Savimbi i UNITA van violar els drets humans. També es van fer acusacions similars contra el govern d'Angola durant la guerra.

## Jamba sota UNITA
Sota les administracions estatunidenques de Ronald Reagan i George H.W. Bush, Jamba va créixer com el principal centre de l'activitat rebel d'UNITA, amb la construcció d'elaborades defenses aèries i pistes d'aterratge dissenyades per a la reposició dels subministraments de guerra dels Estats Units, que van ser enviats a UNITA. Tant Zaire com Sud-àfrica cooperaven amb els Estats Units en el suport de Savimbi i UNITA en llur guerra contra el govern marxista d'Angola.
El 1985 Jamba va allotjar la Internacional Democràtica o "Jamboree de Jamba", una trobada global d'insurgents anticomunistes organitzada pels conservadors, principalment Jack Abramoff. A la conferència, els participants van signar un comunicat declarant "la nostra solidaritat amb tots els moviments d'alliberament al món i ... el nostre compromís de cooperar per alliberar els nostres pobles de l'imperialisme soviètic". Altres participants en la conferència foren:
- Adolfo Calero, líder dels contras.
- Pa Kao Her, líder resistent laosià.
- Lewis Lehrman, empresari i polític estatunidenc.
- Abdurrahim Wardak, líder mujahidí afganès.
- Jack Wheeler, conservador estatunidenc.

En anys posteriors, Savimbi va ser visitat regularment a Jamba per alguns dels seus assessors i defensors estatunidencs més propers, com Michael Johns, Grover Norquist, i altres.

### Doctrina Reagan
La política de suport als moviments de resistència anticomunistes, que va ser recolzada per The Heritage Foundation i altres conservadors influents, va arribar a ser coneguda com la Doctrina Reagan i va ser un component central de la política exterior les administracions de Ronald Reagan i (en menor mesura) George H. W. Bush.

## En cultura popular
En Call of Duty: Black Ops II, Jamba era el punt de parada on Jonas Savimbi comença el seu contraatac contra les forces del MPLA mentre es ajudat pels agents de la CIA Hudson i Mason, mentre que els agents estan buscant una esquadra MIA (desapareguda en combat).